# 尼尔斯·卡莱比
尼尔斯·卡莱比（Nils Karleby，1892年6月18日—1926年3月2日），瑞典记者、编辑、马克思主义理论家和政治家，通过对马克思主义理论的改造（修正）创建了功能社会主义学说，并经过社民党实践于瑞典社会。

## 著作
- 《面对现实的修正主义》
- 《丹麦的社会主义化问题》
- 《对奥地利社会主义化的印象》